# Junior Libertas Pallacanestro 2011-2012
Questa voce raccoglie le informazioni riguardanti la Junior Libertas Pallacanestro nelle competizioni ufficiali della stagione 2011-2012.

## Stagione
La stagione 2011-2012 della Junior Libertas Pallacanestro, sponsorizzata Novipiù, è la 1ª nel massimo campionato italiano di pallacanestro.
Per la composizione del roster si decise di optare per la formula con 5 giocatori stranieri di cui massimo 3 non appartenenti a Paesi appartenenti alla FIBA Europe.

## Roster
| Junior Libertas Pallacanestro 2011-12 | Junior Libertas Pallacanestro 2011-12 |
| Giocatori                             | Staff tecnico                         |
| ------------------------------------- | ------------------------------------- |

| N. | Naz.                                       | Ruolo | Nome                 | Anno | Alt.   | Peso   |  |
| -- | ------------------------------------------ | ----- | -------------------- | ---- | ------ | ------ |  |
| 4  | Italia (bandiera)                          | P     | Simone Berti         | 1985 | 196 cm | 90 kg  |  |
| 5  | Italia (bandiera)                          | G     | Matteo Malaventura   | 1978 | 198 cm | 93 kg  |  |
| 6  | Italia (bandiera)                          | P     | Stefano Gentile      | 1989 | 191 cm | 90 kg  |  |
| 7  | Bosnia ed Erzegovina (bandiera)            | AG    | Jasmin Hukić         | 1979 | 204 cm | 105 kg |  |
| 9  | Svezia (bandiera)                          | AG    | Oluoma Nnamaka       | 1978 | 202 cm | 100 kg |  |
| 10 | Italia (bandiera)                          | AP    | Simone Pierich       | 1981 | 198 cm | 95 kg  |  |
| 11 | Italia (bandiera)                          | AC    | Niccolò Martinoni    | 1989 | 202 cm | 97 kg  |  |
| 12 | Stati Uniti (bandiera) · Italia (bandiera) | AG    | Joe Trapani          | 1988 | 205 cm | 103 kg |  |
| 13 | Stati Uniti (bandiera) · Italia (bandiera) | C     | David Chiotti        | 1984 | 205 cm | 115 kg |  |
| 14 | Stati Uniti (bandiera)                     | PG    | Garrett Temple       | 1986 | 196 cm | 90 kg  |  |
| 17 | Serbia (bandiera)                          | C     | Oliver Stević        | 1984 | 204 cm | 101 kg |  |
| 20 | Italia (bandiera)                          | AP    | Giancarlo Ferrero    | 1988 | 198 cm | 97 kg  |  |
| 22 | Stati Uniti (bandiera)                     | P     | Mustafa Shakur       | 1984 | 191 cm | 97 kg  |  |
| 23 | Stati Uniti (bandiera)                     | G     | Matt Janning         | 1988 | 197 cm | 88 kg  |  |
| 24 | Stati Uniti (bandiera)                     | AP    | Ricky Minard         | 1982 | 198 cm | 95 kg  |  |
| 33 | Stati Uniti (bandiera)                     | C     | Michael Dunigan      | 1989 | 209 cm | 110 kg |  |
| -  | Italia (bandiera)                          | P     | Federico Di Prampero | 1995 | 188 cm |        |  |
| -  | Italia (bandiera)                          | A     | Edoardo Giovara      | 1993 | 200 cm | 75 kg  |  |
| -  | Italia (bandiera)                          | C     | Raphael Strotz       | 1993 | 204 cm | 95 kg  |  |

| Allenatore |
| - Marco Crespi (fino al 5 febbraio) - Andrea Valentini (dal 5 febbraio)                                                                                              |
| Assistente/i |
| - Valeriano D'Orta - Lorenzo Pansa - Andrea Valentini (fino al 5 febbraio) Legenda - (C) Capitano - (IN) Inattivo - Infortunato Roster Aggiornato al: 17 luglio 2017 |

## Mercato

### Sessione estiva
| Acquisti | Acquisti        | Acquisti          | Acquisti   | Acquisti |
| R.       | Nome            | da                | Modalità   |          |
| -------- | --------------- | ----------------- | ---------- | -------- |
| AG       | Joe Trapani     | Boston C. Eagles  | definitivo |          |
| P        | Simone Berti    | Pall. Cantù       | definitivo |          |
| PG       | Garrett Temple  | Charlotte Bobcats | definitivo |          |
| C        | Michael Dunigan | Kalev/Cramo       | definitivo |          |
| G        | Matt Janning    | R.G.V. Vipers     | definitivo |          |

| Cessioni | Cessioni          | Cessioni       | Cessioni       |
| R.       | Nome              | a              | Modalità       |
| -------- | ----------------- | -------------- | -------------- |
| PG       | Ricky Hickman     | V.L. Pesaro    | fine contratto |
| AP       | Donell Taylor     | Pall. Reggiana | fine contratto |
| AC       | Tommaso Fantoni   | Reyer Venezia  | fine contratto |
| A        | Stefano Masciadri |                | fine contratto |

### Dopo l'inizio della stagione
| Acquisti | Acquisti          | Acquisti           | Acquisti   | Acquisti |
| R.       | Nome              | da                 | Modalità   |          |
| -------- | ----------------- | ------------------ | ---------- | -------- |
| AG       | Jasmin Hukić      | Enisey Krasnojarsk | definitivo |          |
| AC       | Niccolò Martinoni | Virtus Bologna     | definitivo |          |
| P        | Mustafa Shakur    | Pau-Lacq-Orthez    | definitivo |          |
| C        | Oliver Stević     | Bilbao Berri       | definitivo |          |
| AP       | Ricky Minard      | Azov. Mariupol'    | definitivo |          |

| Cessioni | Cessioni          | Cessioni          | Cessioni                | Cessioni |
| R.       | Nome              | a                 | Modalità                |          |
| -------- | ----------------- | ----------------- | ----------------------- | -------- |
| P        | Simone Berti      | Cestistica Ostuni | rescissione consensuale |          |
| AG       | Joe Trapani       | Fulgor L. Forlì   | rescissione consensuale |          |
| C        | Michael Dunigan   | Dnipro            | rescissione consensuale |          |
| ALL      | Marco Crespi      | Free agent        | rescissione consensuale |          |
| AP       | Giancarlo Ferrero | B.blù Bologna     | prestito                |          |
| P        | Mustafa Shakur    | Free agent        | rescissione consensuale |          |
| AG       | Jasmin Hukić      | Free agent        | fine contratto          |          |